# Кариока-Сахарная Голова
Кариока-Пан-ди-Асукар (порт. Carioca-Pão De Açúcar) — нефтяное месторождение Бразилии. Расположено в Атлантическом океане в двустах километрах к югу от Рио-де-Жанейро.

## Открытие Кариока-Пан-ди-Асукар
Официальной датой открытия месторождения Кариока-Пан-ди-Асукар считается 17 июля 2008 года. Кариока-Пан-ди-Асукар является самым крупным из открытых за последние 30 лет на Американском континенте.
Месторождение Бен-Ти-Ви открыто в июне 2000 году с разведочной скважиной BM S 8. Месторождение Кариока открыто в ноябре 2007 году с разведочной скважиной 1-SPS-50. Месторождение Карамба открыто в январе 2008 году разведочной скважиной 1-SPS-51. Месторождение Гуара открыто в июне 2008 году разведочной скважиной 1-SPS-55. Месторождение Огум открыто в марте 2009 году разведочной скважиной 1-SPS-52.
Правительства Бразилии разделило месторождение Кариока на 4 блока: BM S 8, BM S 9, BM S 21, BM S 22.

## Характеристика
Кариока-Пан-ди-Асукар относится к бассейну Сантус. Нефтегазоносность связана с терригенно-карбонатными отложениям мелового возраста. Пласт находится в подсолевом комплексе на глубине 5500 м.
Геологические запасы Кариока-Пан-ди-Асукар оцениваются в 25 млрд баррелей или 3,4 млрд тонн нефти, из них извлекаемые запасы до 1,3 млрд тонн нефти. Нефть месторождения Кариока легкая, малосернистая. Плотность нефти 0,893 г/куб.см. Глубина океана в этом районе достигает 2141 м. Нефтеносные горизонты вскрыты на глубине около 5000 м.
Кариока-Пан-ди-Асукар состоит из 5 структур: Кариока, Гуара (BM S 9), Бен-Ти-Ви («Мухоловка») (BM S 8), Карамба (BM S 21), Огум (BM S 22),

## Участники разработки Кариока-Пан-ди-Асукар
Разрабатывать и добывать нефть на блоках BM S 8 будет консорциум из трех компаний: бразильской Petrobras с 50 % акций, Shell с 40 % и Petrogal с 10 %.
Разрабатывать и добывать нефть на блоках BM S 9, BM S 21 будет консорциум из трех компаний: бразильской Petrobras с 45 % акций, британской British Gas с 30 % и Repsol с 25 %.
Разрабатывать и добывать нефть на блоках BM S 22 будет консорциум из трех компаний: бразильской Petrobras с 20 % акций, британской Hess Corp. с 40 % и ExxonMobil с 40 %.